# Estelle (krater)
Estelle är en nedslagskrater med en diameter på 18 kilometer, på planeten Venus. Estelle har fått sitt namn efter det latinska förnamnet Estelle.